# Helen Wills Moody
Helen Newington Wills, coneguda com a Helen Wills Moody, (Centerville, Estats Units, 1905 − Carmel-by-the-Sea 1998) fou una tennista estatunidenca, considerada com una de les millors jugadores de la història. Fou guanyadora de dues medalles olímpiques d'or i de 31 títols del Grand Slam.

## Biografia
Va néixer el 6 d'octubre de 1905 a Centerville, població situada a l'actual ciutat de Fremont (Califòrnia). Va estudiar a la Universitat de Califòrnia, Berkeley, on es graduà el 1925. El desembre de 1929 es casà amb Frederick Moody, passant a anomenar-se Helen Wills Moody, del qual es divorcià posteriorment l'any 1937. L'octubre de 1939 es casà amb Aidan Roark, passant a anomenar-se Helen Wills Roark.
Va morir l'1 de gener de 1998 a la seva residència de Carmel-by-the-Sea, població situada a Califòrnia.

## Carrera esportiva
Amb només 20 anys es va enfrontar en un torneig menor a Canes amb la gran dominadora del circuit, la francesa Suzanne Lenglen. Malgrat que Wills va anar per davant en tots dos sets, Lenglen va aconseguir imposar-se per 6–3 i 8–6. Després d'aquesta experiència, Lenglen va optar per evitar enfrontar-se novament a Wills durant les següents setmanes. Una emergència degut a una apendicectomia va apartar Wills del circuit durant uns mesos i va haver de renunciar al Roland Garros i Wimbledon. Lenglen va esdevenir professional la temporada següent i ja no es van poder enfrontar en un torneig oficial. A partir d'aquí, Wills només va perdre tres partits més en els següents tres anys: dos contra Kathleen McKane Godfree i un contra Elizabeth Ryan. En la resta de partits es va imposar i amb claredat, ja que en la majoria de casos no cedia ni un sol set.
Wills Moody guanyà, al llarg de la seva carrera, 31 títols de Grand Slam (individuals, dobles femenins i dobles mixtes), incloent set títols individuals a l'Open dels Estats Units de tennis, vuit títols individual al Torneig de Wimbledon i quatre títols individuals al Torneig de Roland Garros. Excloent les finals del Roland Garros i Wimbledon de 1926, Wills Moody va aconseguir arribar a la final de cada prova individual de Grand Slam en la qual participà.
En un partit d'exhibició celebrat a San Francisco el 28 de gener de 1993, Wills es va imposar a Phil Neer, en aquell moment considerat el vuitè millor tennista masculí per 6–3, 6–4.
Va participar, als 18 anys, en els Jocs Olímpics d'Estiu de 1924 realitzats a París (França), l'últim any en què el tennis fou olímpic, aconseguint guanyar la medalla d'or en la prova individual, derrotant la francesa Julie Vlasto, i en la prova de dobles femenins, fent parella amb la seva entrenadora Hazel Hotchkiss Wightman, derrotant a la final la parella britànica Phyllis Covell i Kathleen McKane.
Fou membre de la Wightman Cup els anys 1923, 1924, 1925, 1927, 1928, 1929, 1930, 1931, 1932 i 1938.

## Donació
L'any 1998, uns mesos abans de morir, feu una donació de 10 milions de dòlars a la Universitat de Califòrnia, Berkeley, amb el qual es fundà l'"Institut de Neurociència Helen Wills".

## Torneigs de Grand Slam

### Individual: 22 (19−3)
| Resultat   | Núm. | Any  | Torneig                                            | Oponent                      | Marcador                |
| ---------- | ---- | ---- | -------------------------------------------------- | ---------------------------- | ----------------------- |
| Finalista  | 1.   | 1922 | U.S. National Championships, Filadèlfia, EUA       | Molla Bjurstedt              | 3−6, 1−6                |
| Guanyadora | 1.   | 1923 | U.S. National Championships                        | Molla Bjurstedt              | 6−2, 6−1                |
| Finalista  | 2.   | 1924 | Wimbledon, Londres, Regne Unit                     | Kathleen McKane              | 6−4, 4−6, 4−6           |
| Guanyadora | 2.   | 1924 | U.S. National Championships, Forest Hills, EUA (2) | Molla Bjurstedt              | 6−1, 6−3                |
| Guanyadora | 3.   | 1925 | U.S. National Championships (3)                    | Kathleen McKane              | 3−6, 6−0, 6−2           |
| Guanyadora | 4.   | 1927 | Wimbledon                                          | Lilí Álvarez                 | 6−2, 6−4                |
| Guanyadora | 5.   | 1927 | U.S. National Championships (4)                    | Betty Nuthall Shoemaker      | 6−1, 6−4                |
| Guanyadora | 6.   | 1928 | Internationaux de France, París, França            | Eileen Bennett Whittingstall | 6−1, 6−2                |
| Guanyadora | 7.   | 1928 | Wimbledon (2)                                      | Lilí Álvarez                 | 6−2, 6−3                |
| Guanyadora | 8.   | 1928 | U.S. National Championships (5)                    | Helen Hull Jacobs            | 6−2, 6−1                |
| Guanyadora | 9.   | 1929 | Internationaux de France (2)                       | Simone Mathieu               | 6−3, 6−4                |
| Guanyadora | 10.  | 1929 | Wimbledon (3)                                      | Helen Hull Jacobs            | 6−1, 6−2                |
| Guanyadora | 11.  | 1929 | U.S. National Championships (6)                    | Phoebe Holcroft Watson       | 6−4, 6−2                |
| Guanyadora | 12.  | 1930 | Internationaux de France (3)                       | Helen Hull Jacobs            | 6−2, 6−1                |
| Guanyadora | 13.  | 1930 | Wimbledon (4)                                      | Elizabeth Ryan               | 6−2, 6−2                |
| Guanyadora | 14.  | 1931 | U.S. National Championships (7)                    | Eileen Bennett Whittingstall | 6−4, 6−1                |
| Guanyadora | 15.  | 1932 | Internationaux de France (4)                       | Simone Mathieu               | 7−5, 6−1                |
| Guanyadora | 16.  | 1932 | Wimbledon (5)                                      | Helen Hull Jacobs            | 6−3, 6−1                |
| Guanyadora | 17.  | 1933 | Wimbledon (6)                                      | Dorothy Round Little         | 6−4, 6−8, 6−3           |
| Finalista  | 3.   | 1933 | U.S. National Championships (2)                    | Helen Hull Jacobs            | 6−8, 6−3, 0−3, retirada |
| Guanyadora | 18.  | 1935 | Wimbledon (7)                                      | Helen Hull Jacobs            | 6−3, 3−6, 7−5           |
| Guanyadora | 19.  | 1938 | Wimbledon (8)                                      | Helen Hull Jacobs            | 6−4, 6−0                |

### Dobles: 10 (9−1)
| Resultat   | Núm. | Any  | Torneig                                            | Parella            | Oponents                        | Marcador      |
| ---------- | ---- | ---- | -------------------------------------------------- | ------------------ | ------------------------------- | ------------- |
| Guanyadora | 1.   | 1922 | U.S. National Championships, Filadèlfia, EUA       | Marion Zinderstein | Edith Sigourney Molla Bjurstedt | 6−4, 7−9, 6−3 |
| Guanyadora | 2.   | 1924 | Wimbledon, Londres, Regne Unit                     | Hazel H. Wightman  | Phyllis Howkins Kathleen McKane | 6−4, 6−4      |
| Guanyadora | 3.   | 1924 | U.S. National Championships, Forest Hills, EUA (2) | Hazel H. Wightman  | Eleanor Goss Marion Zinderstein | 6−4, 6−3      |
| Guanyadora | 4.   | 1925 | U.S. National Championships (3)                    | Mary Browne        | May Sutton Elizabeth Ryan       | 6−4, 6−3      |
| Guanyadora | 5.   | 1927 | Wimbledon (2)                                      | Elizabeth Ryan     | Bobbie Heine Irene Bowder       | 6−3, 6−2      |
| Guanyadora | 6.   | 1928 | U.S. National Championships (4)                    | Hazel H. Wightman  | Edith Cross Anna McCune Harper  | 6−2, 6−2      |
| Guanyadora | 7.   | 1930 | Internationaux de France, París, França            | Elizabeth Ryan     | Simone Barbier Simonne Mathieu  | 6−3, 6−1      |
| Guanyadora | 8.   | 1930 | Wimbledon (3)                                      | Elizabeth Ryan     | Edith Cross Sarah Palfrey       | 6−2, 9−7      |
| Guanyadora | 9.   | 1932 | Internationaux de France (2)                       | Elizabeth Ryan     | Betty Nuthall Eileen Bennett    | 6−1, 6−3      |
| Finalista  | 1.   | 1933 | U.S. National Championships                        | Elizabeth Ryan     | Betty Nuthall Freda James       | Renúncia      |

### Dobles mixtos: 7 (3−4)
| Resultat   | Núm. | Any  | Torneig                                        | Parella          | Oponents                    | Marcador      |
| ---------- | ---- | ---- | ---------------------------------------------- | ---------------- | --------------------------- | ------------- |
| Finalista  | 1.   | 1922 | U.S. National Championships, Filadèlfia, EUA   | Howard Kinsey    | Molla Bjurstedt Bill Tilden | 6−4, 6−3      |
| Guanyadora | 1.   | 1924 | U.S. National Championships, Forest Hills, EUA | Vincent Richards | Molla Bjurstedt Bill Tilden | 6−8, 7−5, 6−0 |
| Finalista  | 2.   | 1928 | Internationaux de France, París, França        | Francis Hunter   | Eileen Bennett Henri Cochet | 3−6, 6−3, 6−3 |
| Guanyadora | 2.   | 1928 | U.S. National Championships (2)                | John Hawkes      | Edith Cross Edgar Moon      | 6−1, 6−3      |
| Finalista  | 3.   | 1929 | Internationaux de France (2)                   | Francis Hunter   | Eileen Bennett Henri Cochet | 6−3, 6−2      |
| Guanyadora | 3.   | 1929 | Wimbledon, Londres, Regne Unit                 | Francis Hunter   | Joan Fry Ian Collins        | 6−1, 6−4      |
| Finalista  | 4.   | 1932 | Internationaux de France (3)                   | Sidney Wood      | Betty Nuthall Fred Perry    | 6−4, 6−2      |

## Jocs Olímpics

### Individual (1)
| Any  | Campionat                    | Oponent      | Resultat |
| ---- | ---------------------------- | ------------ | -------- |
| 1924 | Jocs Olímpics, París, França | Julie Vlasto | 6−2, 6−2 |

### Dobles (1)
| Any  | Campionat                    | Parella           | Oponents                        | Resultat |
| ---- | ---------------------------- | ----------------- | ------------------------------- | -------- |
| 1924 | Jocs Olímpics, París, França | Hazel H. Wightman | Phyllis Howkins Kathleen McKane | 7−5, 8−6 |

## Trajectòria
| Open d'Austràlia | A | A | A  | A | A  | A | A | A | A | A | A | A | A | A | A | A | A | 0 / 0  | 0 – 0  |
| Roland Garros | A | A | NC | A | 2R | A | G | G | G | A | G | A | A | A | A | A | A | 4 / 5  | 20 – 1 |
| Wimbledon | A | A | F  | A | 1R | G | G | G | G | A | G | G | A | G | A | A | G | 8 / 10 | 63 – 2 |
| US Open | F | G | G  | G | A  | G | G | G | A | G | A | F | A | A | A | A | A | 7 / 9  | 50 – 2 |
| Llegenda: G: Guanyadora; F: Finalista; SF: Semifinalista; QF: Quarts de final; Q: Qualificació; A: Absent; RR: Round Robin; |   |   |    |   |    |   |   |   |   |   |   |   |   |   |   |   |   |        |        |